# Nomia marana
Nomia marana är en biart som beskrevs av Cockerell 1941. Nomia marana ingår i släktet Nomia och familjen vägbin. Inga underarter finns listade i Catalogue of Life.